# توماس بلونت
توماس بلونت (بالإنجليزية: Thomas Blount)‏ هو سياسي أمريكي، ولد في 10 مايو 1759 في مقاطعة بيت في الولايات المتحدة، وتوفي في 7 فبراير 1812 في واشنطن العاصمة في الولايات المتحدة. حزبياً، نشط في الحزب الجمهوري. وقد انتخب عضو مجلس النواب الأمريكي.